# Стронгилуры
Стронгилуры, или толстохвостые сарганы (лат. Strongylura), — род лучепёрых рыб семейства саргановых. Большинство видов распространены в морских и солоноватых водах Атлантического, Индийского и Тихого океанов; представители трёх видов обитают в пресноводных водоёмах Южной и Центральной Америки, Азии, Океании и Австралии. Максимальная длина тела представителей разных видов варьируется от 26,3 до 111 см.

## Описание
Тело удлинённое, округлое или прямоугольное в поперечном сечении, покрыто мелкой циклоидной, легко опадающей чешуёй. Челюсти длинные, одинаковой длины, образуют характерный «клюв». На обеих челюстях многочисленные игловидные острые зубы. Ноздри располагаются в ямке перед глазами. Отсутствуют жаберные тычинки. Спинной и анальный плавники сдвинуты далеко назад к хвостовому стеблю. В плавниках нет жёстких лучей. В спинном плавнике 12—21 мягких лучей. Задняя часть спинного плавника без выраженной увеличенной доли тёмного цвета. Нет дополнительных плавничков за спинным и анальным плавниками. Брюшные плавники с 6 мягкими лучами расположены на брюхе. Хвостовой стебель не сжат в дорсо-вентаральном направлении, на нём нет бокового киля. Хвостовой плавник усечённый или с небольшой выемкой. Боковая линия проходит низко по телу, начинаясь от начала грудных плавников.

## Классификация
В состав рода включают 14 видов:
- Strongylura anastomella (Valenciennes, 1846) — Дальневосточная стронгилура, или дальневосточный сарган
- Strongylura exilis (Girard, 1854) — Калифорнийская стронгилура
- Strongylura fluviatilis Regan, 1903)
- Strongylura hubbsi Collette, 1974
- Strongylura incisa  (Valenciennes, 1846)
- Strongylura krefftii (Günther, 1866)
- Strongylura leiura (Bleeker, 1850) — Тонкохвостая стронгилура
- Strongylura marina (Walbaum, 1792) — Серебристая стронгилура
- Strongylura notata (Poey, 1860)
- Strongylura scapularis (Jordan & Gilbert, 1882)
- Strongylura senegalensis (Valenciennes, 1846)
- Strongylura strongylura (van Hasselt, 1823) — Чернохвостый сарган
- Strongylura timucu (Walbaum, 1792)
- Strongylura urvillii (Valenciennes, 1846)